# Giro del Trentino 2005
Il Giro del Trentino 2005, ventinovesima edizione della corsa, si svolse dal 19 al 22 aprile su un percorso di 691 km ripartiti in 4 tappe, con partenza a Mori e arrivo ad Arco. Fu vinto dal messicano Julio Alberto Pérez Cuapio della Ceramica Panaria-Navigare davanti al russo Evgenij Vladimirovič Petrov e all'italiano Sergio Ghisalberti.

## Tappe
| Tappa  | Data      | Percorso               | km  | Vincitore di tappa | Leader cl. generale        |
| ------ | --------- | ---------------------- | --- | ------------------ | -------------------------- |
| 1ª     | 19 aprile | Mori > Chienis         | 175 | Przemysław Niemiec | Przemysław Niemiec         |
| 2ª     | 20 aprile | Arco > Marcena di Rumo | 179 | Giuseppe Muraglia  | Julio Alberto Pérez Cuapio |
| 3ª     | 21 aprile | Revò > Salò            | 175 | Serhij Hončar      | Julio Alberto Pérez Cuapio |
| 4ª     | 22 aprile | Riva del Garda > Arco  | 162 | Andrus Aug         | Julio Alberto Pérez Cuapio |
| Totale | Totale    | Totale                 | 691 |                    |                            |

## Dettagli delle tappe

### 1ª tappa
- 19 aprile: Mori > Chienis – 175 km

| Pos. | Corridore            | Squadra  | Tempo    |
| ---- | -------------------- | -------- | -------- |
| 1    | Przemysław Niemiec   | Miche    | 4h20'35" |
| 2    | Francesco Casagrande | Naturino | a 3"     |
| 3    | Luca Mazzanti        | Panaria  | s.t.     |

| Pos. | Corridore            | Squadra  | Tempo    |
| ---- | -------------------- | -------- | -------- |
| 1    | Przemysław Niemiec   | Miche    | 4h20'35" |
| 2    | Francesco Casagrande | Naturino | a 3"     |
| 3    | Luca Mazzanti        | Panaria  | s.t.     |

### 2ª tappa
- 20 aprile: Arco > Marcena di Rumo – 179 km

| Pos. | Corridore                  | Squadra   | Tempo    |
| ---- | -------------------------- | --------- | -------- |
| 1    | Giuseppe Muraglia          | LPR       | 4h48'56" |
| 2    | Sergio Ghisalberti         | Domina V. | s.t.     |
| 3    | Julio Alberto Pérez Cuapio | Panaria   | s.t.     |

| Pos. | Corridore                   | Squadra   | Tempo    |
| ---- | --------------------------- | --------- | -------- |
| 1    | Julio Alberto Pérez Cuapio  | Panaria   | 9h09'43" |
| 2    | Evgenij Vladimirovič Petrov | Lampre    | a 34"    |
| 3    | Sergio Ghisalberti          | Domina V. | a 35"    |

### 3ª tappa
- 21 aprile: Revò > Salò – 175 km

| Pos. | Corridore       | Squadra      | Tempo    |
| ---- | --------------- | ------------ | -------- |
| 1    | Serhij Hončar   | Domina V.    | 4h32'55" |
| 2    | Janez Brajkovič | Krka         | s.t.     |
| 3    | Ruggero Marzoli | Acqua & Sap. | a 25"    |

| Pos. | Corridore                   | Squadra   | Tempo     |
| ---- | --------------------------- | --------- | --------- |
| 1    | Julio Alberto Pérez Cuapio  | Panaria   | 13h43'03" |
| 2    | Evgenij Vladimirovič Petrov | Lampre    | a 34"     |
| 3    | Sergio Ghisalberti          | Domina V. | a 35"     |

### 4ª tappa
- 22 aprile: Riva del Garda > Arco – 162 km

| Pos. | Corridore         | Squadra       | Tempo    |
| ---- | ----------------- | ------------- | -------- |
| 1    | Andrus Aug        | Fassa Bortolo | 4h02'26" |
| 2    | Enrico Gasparotto | Liquigas      | s.t.     |
| 3    | Daniele Colli     | Liquigas      | s.t.     |

| Pos. | Corridore                   | Squadra   | Tempo     |
| ---- | --------------------------- | --------- | --------- |
| 1    | Julio Alberto Pérez Cuapio  | Panaria   | 17h45'29" |
| 2    | Evgenij Vladimirovič Petrov | Lampre    | a 34"     |
| 3    | Sergio Ghisalberti          | Domina V. | a 44"     |

## Classifiche finali

### Classifica generale
| Pos. | Corridore                   | Squadra                   | Tempo     |
| ---- | --------------------------- | ------------------------- | --------- |
| 1    | Julio Alberto Pérez Cuapio  | Ceramica Panaria-Navigare | 17h45'29" |
| 2    | Evgenij Vladimirovič Petrov | Lampre-Caffita            | a 34"     |
| 3    | Sergio Ghisalberti          | Domina Vacanze            | a 44"     |
| 4    | David Bernabéu              | Comunidad Valenciana      | a 52"     |
| 5    | David George                | Team Barloworld-Valsir    | a 1'14"   |
| 6    | Tiaan Kannemeyer            | Team Barloworld-Valsir    | a 1'15"   |
| 7    | Julian Sanchez Pimienta     | Fassa Bortolo             | a 1'23"   |
| 8    | José Rujano                 | Selle Italia-Colombia     | s.t.      |
| 9    | Janez Brajkovič             | Krka-Adria Mobil          | a 1'29"   |
| 10   | David Latasa Lasa           | Comunidad Valenciana      | a 1'39"   |